# Returnal (videogioco)
Returnal è un videogioco di genere sparatutto in terza persona horror psicologico con elementi roguelike sviluppato da Housemarque e pubblicato da Sony Interactive Entertainment, distribuito in esclusiva temporanea per PlayStation 5 il 30 aprile 2021. È stata rilasciata una versione per Microsoft Windows il 15 febbraio 2023.

## Trama
Selene Vassos è un'astronauta scelta dalla ASTRA Corporation per esplorare i confini dell'universo a bordo della sua navicella spaziale Helios. Durante l'investigazione di un particolare segnale denominato Pallida Ombra, la navicella è vittima di un'avaria ai motori costringendo Selene ad effettuare un atterraggio di fortuna sul pianeta FISCHER-265-I, conosciuto comunemente come Atropos.
L'obiettivo della protagonista diventa quindi quello di raggiungere ad ogni costo il segnale, nella speranza di poter mettersi in contatto con Astra e inviare le sue coordinate per ricevere soccorso. Esplorando il territorio, inospitale sia per clima che per vegetazione, Selene si imbatte in un cadavere, rimanendo senza parole dopo l'identificazione della sua stessa salma. Dopo questo avvenimento viene a conoscenza di come il tessuto spazio temporale sia lacerato, portandola vicina al luogo dell'incidente dopo la morte, e intrappolandola in un ciclo che la riconduce al punto di partenza.
La protagonista inizia a trovare audio-diari registrati da sé stessa in cicli temporali differenti dalle sue esperienze createvi dalla sovrapposizione di indefinite linee temporali e dimensionali. Per raggiungere il segnale, Selene deve ripercorrere molteplici cicli temporali, nei quali i biomi di Atropos cambieranno costantemente, passando dalle Rovine Incolte alle Lande Scarlatte, luogo in cui conosce la storia di alcune razze aliene senzienti che raccontano la propria storia attraverso strutture monumentali e geroglifici. In questo modo si scopre come la razza aliena nota come Alveare abbia scatenato un'enorme guerra, portando all'estinzione, o quasi, di tutte le specie del pianeta.
Dopo essere riuscita a trovare il segnalatore e la fonte della Pallida Ombra ed aver comunicato la propria posizione, Selene viene salvata e riportata a casa, dove non molto tempo dopo riesce a costruirsi una vita normale, spegnendosi tra gli affetti dei familiari a tarda età. Poco dopo, però, Selene si risveglia su Atropos e capisce che la fuga non ha interrotto il loop temporale. Con la seconda parte del viaggio si inizia una lenta e inesorabile discesa nella follia interiore, dove le atmosfere cambiano ancora una volta decentrandosi dal contesto finora trattato. 
Il viaggio termina nell'abisso del pianeta, dove è presente una vecchia automobile. 
A questo punto, il gioco diverge in base alla scelta del giocatore, che dovrà scegliere se investigare sulla macchina e trovare le chiavi.
- Se il giocatore rifiuta, Selene arriva in fondo all'abisso dove incontra un'enorme creatura aliena simile a un polipo. Questo provoca nella protagonista una visione del passato riguardo ad un incidente automobilistico, nel quale il figlio era presente: dopo aver perso il controllo della vettura nel tentativo di evitare un astronauta in mezzo alla strada, la macchina sbandò su un ponte, precipitando sul fondo del lago. Nel futile tentativo di salvare il proprio bambino, solo la madre riuscì a salvarsi, in quanto fu tirata fuori dall'auto da alcuni tentacoli.[4] Il gioco passa dunque in una prospettiva in prima persona da sotto: i tentacoli ricompaiono e trascinano Selene dalla superficie fino in fondo all'abisso.
- Se Selene recupera le chiavi, apre la macchina e trova e affronta una creatura umanoide incinta su una sedia a rotelle; sconfitta la creatura, Selene viene trasportata nel luogo dello schianto dalla prospettiva dell'Astronauta, implicando che era lei l'astronauta che era la causa dello schianto. Selene si ritrova quindi sott'acqua e nuota verso la superficie, gridando il nome "Helios".

## Modalità di gioco
Il gioco è uno sparatutto horror psicologico in terza persona con elementi roguelike e di ambientazione futuristica. Il giocatore impersona Selene, una pilota spaziale equipaggiata di una tuta e armata di armi ad alta tecnologia, che si ritrova arenata sul pianeta Atropos, popolato da entità extraterrestri.
Se si esaurisce l'integrità della tuta, Selene si accascerà a terra e verrà portata automaticamente al punto di partenza.
La meccanica di resurrezione nel gameplay è legata alla distorsione del tempo e dello spazio provocato dal pianeta alieno: la protagonista è bloccata in un infinito loop temporale, dove è costretta a risvegliarsi costantemente in un determinato luogo e orario già vissuto.
Ogni morte tende a ricombinare l'ordine e la struttura dei biomi che circondano il giocatore, creando differenti ambientazioni che vanno ad alternarsi con una differente sequenza ad ogni esplorazione del pianeta.
A ogni azzeramento del ciclo temporale una parte specifica dell'equipaggiamento (qualsiasi arma, reperti che influenzano caratteristiche/potenziamenti, denaro, chiavi necessarie ad aprire porte o casse) verrà rimosso dall'inventario, lasciando pochi e specifici oggetti (espansione dell'inventario per armi secondarie e Sfere di Etere, queste ultime essenziali in quanto valuta più rara e importante del denaro).
Il giocatore ha accesso ad una varietà di armi da fuoco, come il fucile a pompa, il cannone pesante, il lanciagranate, diversi tipi di carabine, armi da mischia come una spada e la pistola, è essenziale dato che fa parte in modo permanente dell'arsenale iniziale del protagonista.

## Sviluppo
Annunciato l'11 giugno 2020 per la sola PlayStation 5, Returnal sarebbe dovuto uscire il 19 marzo 2021. Il 28 gennaio, la data è slittata al 30 aprile.
Returnal è stato il primo gioco sparatutto roguelike in terza persona realizzato dal team di sviluppo finlandese Housemarque e pubblicato da Sony Interactive Entertainment.